# SN 2005F
SN 2005F – supernowa typu Ia odkryta 13 stycznia 2005 roku w galaktyce M+02-23-27. W momencie odkrycia miała maksymalną jasność 17,70m.